# 아리아드네 폰 시라흐
아리아드네 폰 시라흐(독일어: Ariadne von Schirach, 1978년 7월 24일 ~ )는 독일의 철학자, 작가, 언론인, 비평가이다. 그녀는 도이칠란트 라디오 쿨투르의 문학 비평가로 알려져 있으며, 디 벨트와 프랑크푸르터 알제마인 차이퉁과 같은 신문의 수필가이자 칼럼니스트로 알려져 있다.
그녀는 LMU, 베를린 자유 대학교, 베를린 훔볼트 대학교에서 철학, 심리학, 그리고 사회학을 공부했다. 그녀는 2012년부터 베를린 예술 대학교, 빌덴데 퀸스테 함부르크 대학, 그리고 도나우 대학교에서 철학과 중국어 사고를 가르친다. 그녀는 2007년에 베스트셀러가 된 점점 성적으로 변해가는 사회의 결과에 관한 Tanz um die Lust라는 책을 출판했다. 2014년에 그녀는 그녀의 두 번째 책인 "현대 생활 3부작"의 마지막 책인 "현대 생활 3부작"을 출판했다. 2016년에 그녀는 정신분석 교과서인 "현대 생활 3부작"의 마지막 책인 "현대 생활 3부작"을 출판했다. 이후 Kleine Charakterkunde für alle, die sich selbst und and dere besser versteen wollen을 출판했다. 탄츠 움 디 루스트 이후, 2007년과 "현대 생활 3부작"의 마지막 책인 Wie wir Angst und Ohnacht überwinden을 출판했다.
시라흐는 소르비아 시라흐 가문의 일원으로, 중국학자 리하르트 폰 시라흐의 딸이자 나치 청년 지도자 발두어 폰 시라흐의 손녀이다. 그녀는 변호사이자 베스트셀러 범죄 작가인 페르디난트 폰 시라흐의 사촌이자 소설가인 베네딕트 벨스의 누나이다.

## 도서
- Der Tanz um die Lust, Goldmann, Munich, 2007, ISBN 978-3-442-31115-6
- Du sollst nicht funktionieren: Für eine neue Lebenskunst, Klett-Cotta, Stuttgart, 2014, ISBN 978-3-608-50313-5
- Ich und du und Müllers Kuh. Kleine Charakterkunde für alle, die sich selbst und andere besser verstehen wollen, Klett-Cotta, Stuttgart, 2016, ISBN 978-3-608-96124-9
- Die psychotische Gesellschaft. Wie wir Angst und Ohnmacht überwinden, Tropen Verlag, Stuttgart, 2019, ISBN 978-3-608-50233-6